# Norra Hammarbyhamnen

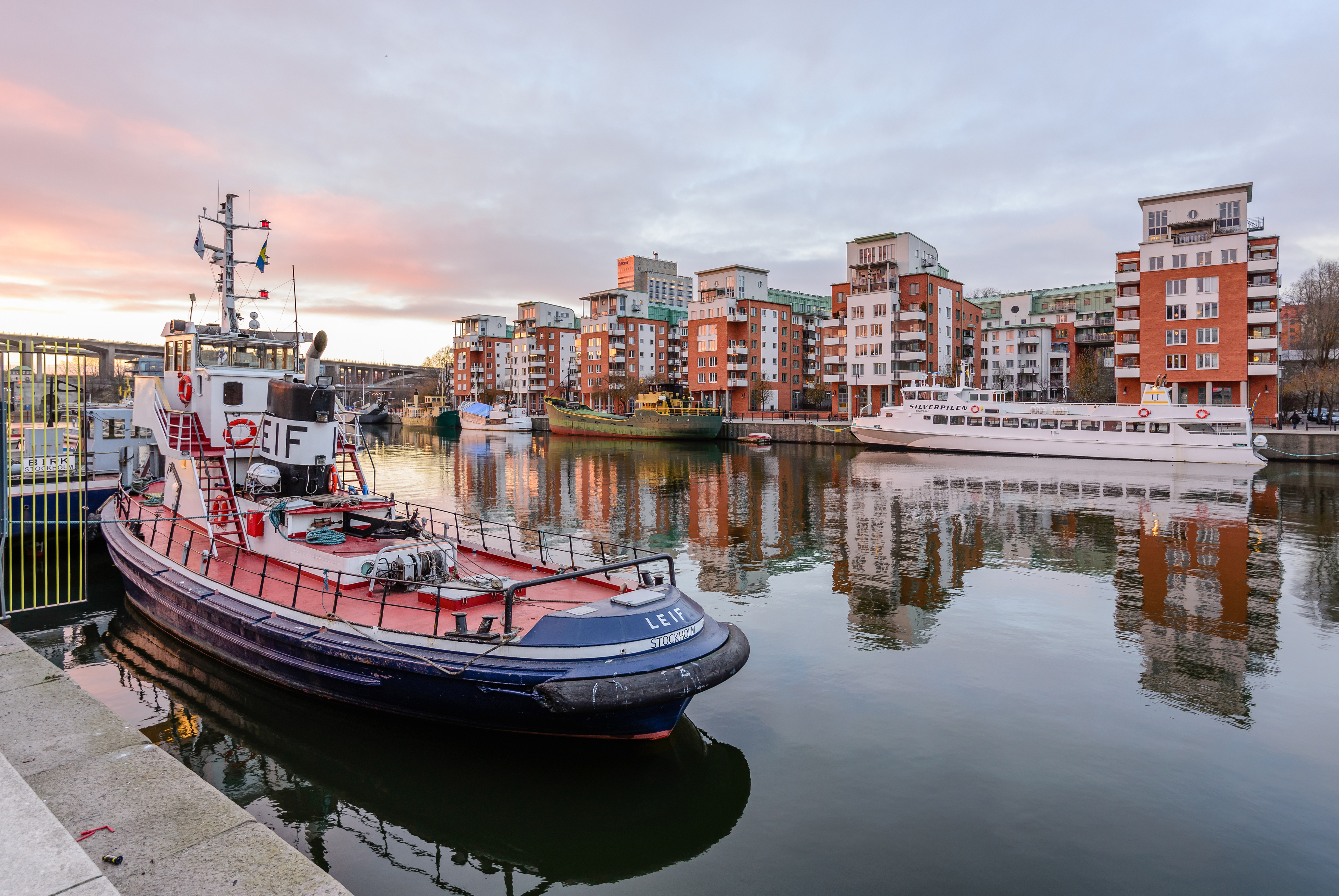
Norra Hammarbyhamnen, 2015.

Norra Hammarbyhamnen är ett bostads- och hamnområde inom stadsdelen Södermalm i Stockholm.

## Historik

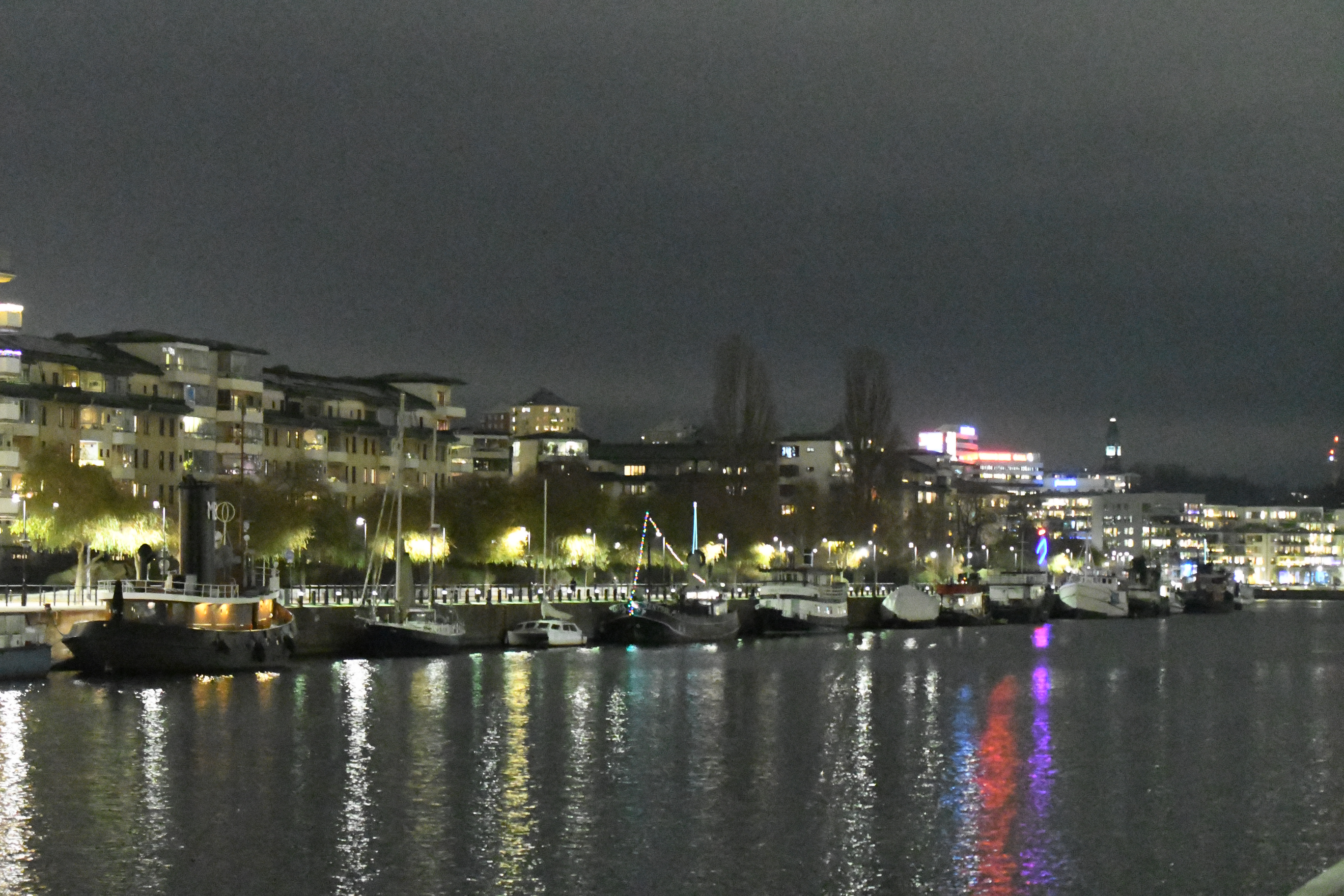
Norra Hammarbyhamnen, 2018.

Bostadsområdet ligger på ett gammalt hamn- och industriområde, och sträcker sig från Östgötagatan via Tullgårdsgatan, Vintertullstorget, Färgargårdstorget och Tegelviksgatan bort mot Nackagatan. Bostadsområdet uppfördes under 1980- och 90-talen. Stora aktörer var Riksbyggen, HSB, JM och Besqab och bland anlitade arkitekter märks Nyréns Arkitektkontor (Mandeln 2 och 3) och Brunnberg & Forshed arkitektkontor (Nektarinen 7). För detaljplanen svarade Stadsbyggnadskontorets planarkitekt Jan Inghe. Den första inflyttningen skedde i oktober 1981.
Norra Hammarbyhamnen, med undantag av kvarteret Hamnvakten, omfattas av projektet Hammarby sjöstad, men vanligen avses med det begreppet området inom stadsdelen Södra Hammarbyhamnen.
Innan bostadsområdet byggdes fanns på platsen hamnbyggnader och magasin, som numera är rivna. De sista hamnkranarna togs bort 1997. Längs kajen mot Hammarby sjö finns dock ännu ett industrispår kvar för järnvägen mellan Södra station och Saltsjöbanans station vid Slussen. Spåret har inte använts på många år. Från Barnängsbryggan går den avgiftsfria Hammarbyfärjan över till Lumabryggan vid Sickla kaj och Henriksdalshamnen.